# Gepard
Der Gepard [ˈgeːpart/geˈpart] (Acinonyx jubatus) ist ein hauptsächlich in Afrika verbreitetes Raubtier, das zur Familie der Katzen gehört. Die in ihrem Jagdverhalten hoch spezialisierten Geparde sind die schnellsten Landtiere der Welt. Damit verbunden gibt es in Gestalt und Körperbau deutliche Unterschiede zu anderen Katzenarten, weshalb dem Gepard traditionell eine Sonderstellung in der Verwandtschaft eingeräumt wurde. Genetische Untersuchungen zeigten jedoch, dass sie entwicklungsgeschichtlich nicht gerechtfertigt ist; die nächsten Verwandten des Gepards sind amerikanische Katzen (Puma und Jaguarundi).

## Merkmale

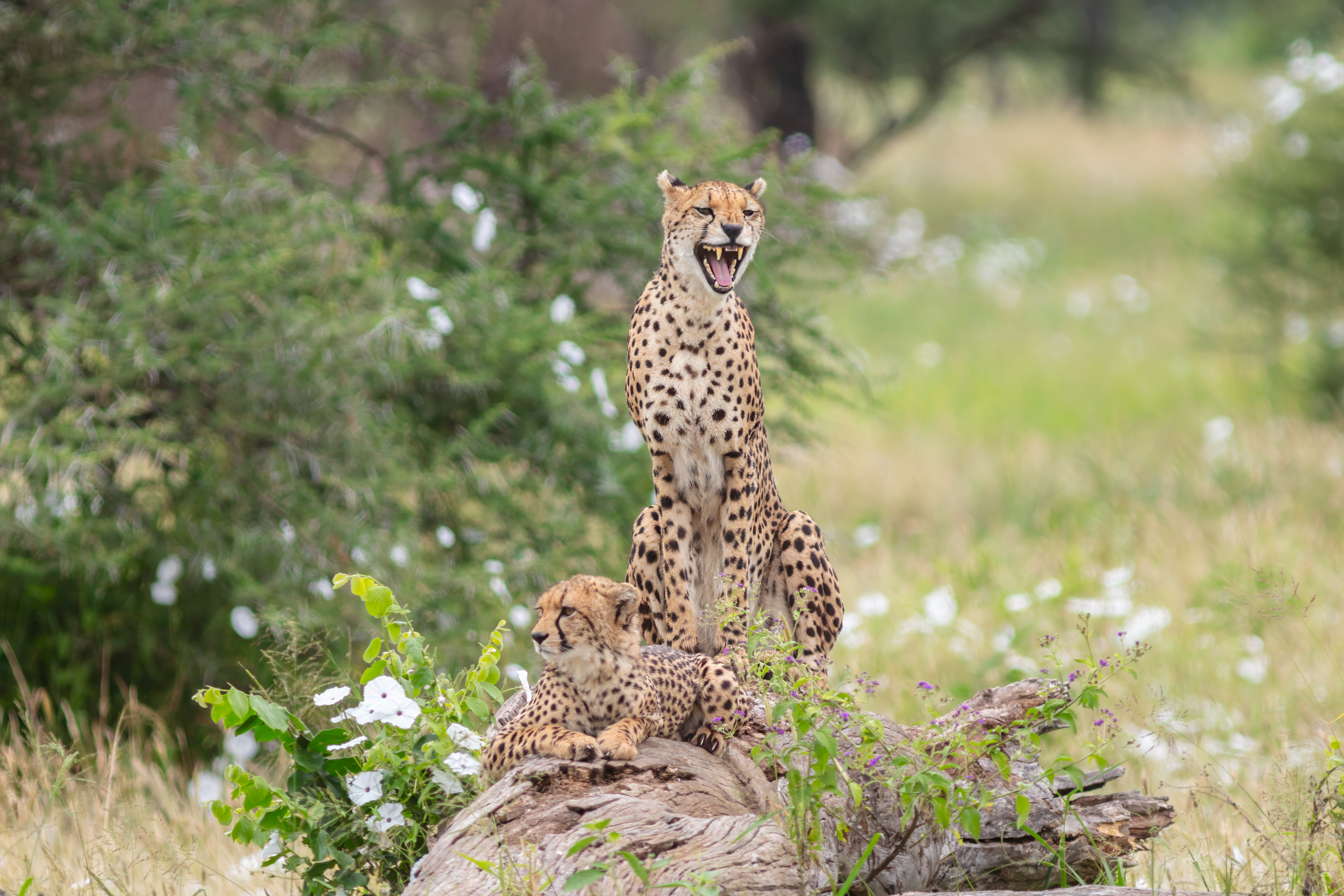
Geparde

Das Gepardfell hat eine goldgelbe Grundfarbe, wobei die Bauchseite meist deutlich heller ist. Es ist mit schwarzen Flecken übersät, die auffallend kleiner sind als die eines Leoparden und keine Rosetten bilden. Das Gesicht ist dunkler und ungefleckt, trägt aber zwei schwarze Streifen, die von den Augen zu den Mundwinkeln laufen (Tränenstreifen).
In Bezug auf die Fleckung ähnelt der Gepard zwar dem Leoparden, in seiner Gestalt unterscheidet er sich jedoch beträchtlich von ihm wie auch von allen anderen Katzen. Geparde haben extrem lange, dünne Beine und einen sehr schlanken Körper, der dem eines Windhundes sehr ähnelt. Der Kopf ist klein und rund, der Schwanz lang. Die Pfoten tragen dicke, schuppige Sohlen; die Krallen sind nur bedingt einziehbar (daher der Gattungsname). Aufgrund seines Körperbaus ist der Gepard das schnellste Landtier der Welt. Es werden Spitzengeschwindigkeiten jenseits der 100 km/h angenommen. Während der Jagd durch Vegetation wurden Geschwindigkeiten bis 93 km/h nachweisbar gemessen, er kann diese hohe Geschwindigkeit aber nur etwa ein bis zwei Sekunden durchhalten. Die durchschnittliche Jagdgeschwindigkeit des Gepards liegt mit rund 53 km/h deutlich darunter, was mit dem Aufrechterhalt einer möglichst hohen Manövrierfähigkeit und der Motivation erklärt wird. Die Anatomie des Gepards ist auch in weiteren Punkten auf Schnelligkeit ausgelegt: seine Nasengänge sind erheblich verbreitert, so dass wenig Platz für das Gebiss bleibt, das gegenüber anderen Katzen stark verkleinert und damit eine relativ schwache Waffe ist. Auch Lungen, Bronchien und Nebennieren sind proportional stark vergrößert.
Ein Gepard erreicht eine Kopf-Rumpf-Länge von 150 cm, hinzu kommen 70 cm Schwanz. Die Schulterhöhe beträgt 80 cm. Trotz dieser stattlichen Größe bringt er es nur auf ein Gewicht von 60 kg.
Nach neueren Untersuchungen gibt es nur zwei Unterarten oder gar nur zwei Populationen, nämlich den Afrikanischen und den Asiatischen Gepard. Zugleich stellte man eine auffällig niedrige genetische Variabilität mit Inzuchtraten fest, die beinahe denen von Labormäusen entsprechen; demzufolge vermutete man, die Geparde könnten auch gegenüber Krankheiten und Umweltveränderungen anfällig sein. Es ist jedoch noch nicht geklärt, ob diese genetische Einförmigkeit in freier Wildbahn einen wesentlichen Nachteil für die Tiere bedeutet.
Als weitgehend gesichert gilt, dass man ohne Abstoßungsreaktion Gewebe unter Geparden übertragen kann – etwas, das sonst nur bei genetischer Identität für möglich gehalten wurde (→ eineiige Zwillinge). Durch genetische und immunologische Untersuchungen konnte ermittelt werden, dass die heutigen Geparde Süd- und Ostafrikas wahrscheinlich alle von einer sehr kleinen Stammgruppe abstammen (→ genetischer Flaschenhals), die vor etwa 10.000 Jahren gelebt hat. Damals starb der Amerikanische Gepard aus, und der Gewöhnliche Gepard entging offenbar nur knapp diesem Schicksal. Er breitete sich danach in den Savannen Afrikas und Asiens wieder aus (→ Purging) und konnte daher bis in unsere Zeit überleben. Diese Untersuchung genießt in Fachkreisen hohes Ansehen und wird mittlerweile als klassisches Beispiel in der Populationsgenetik benutzt.

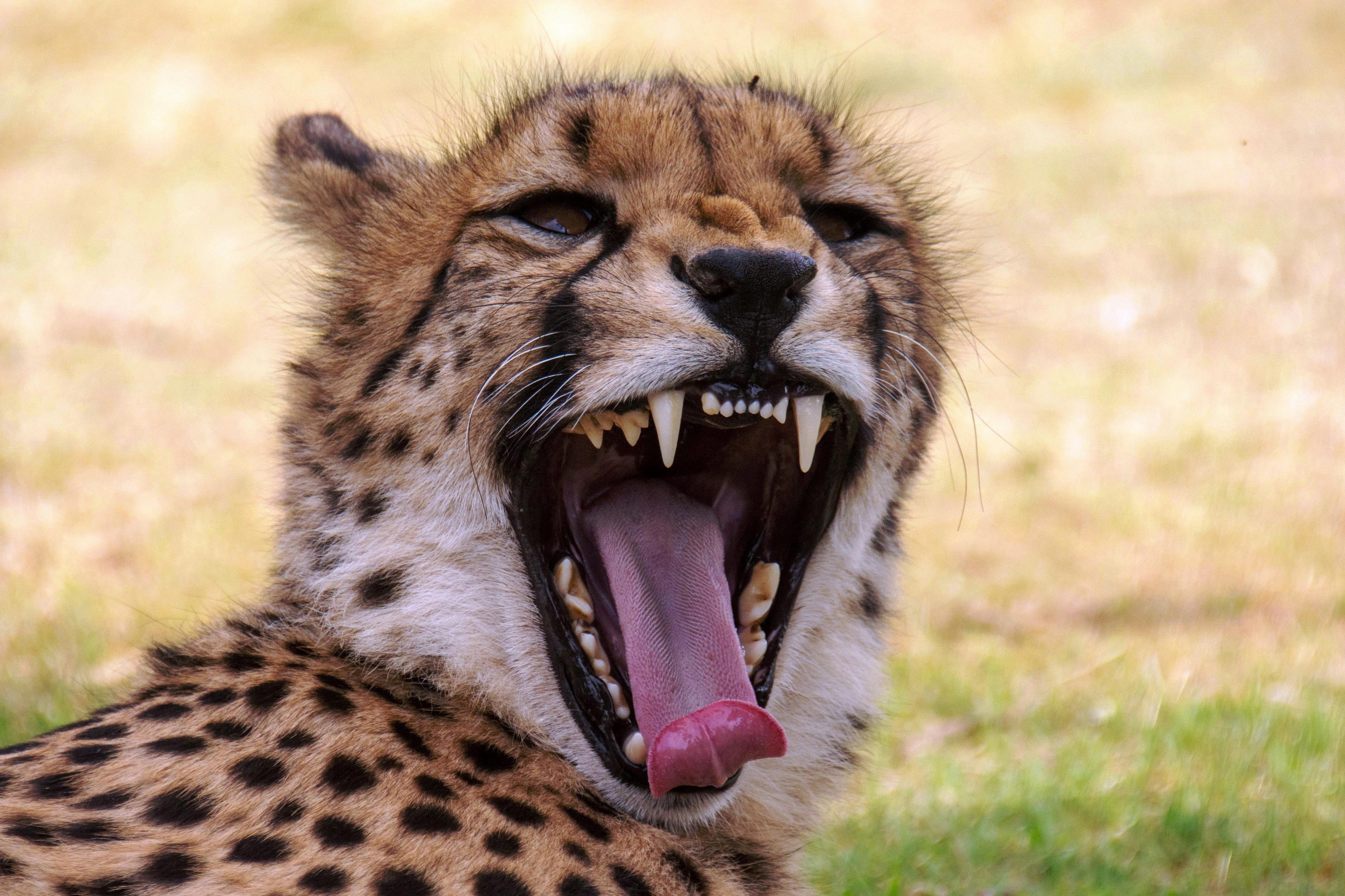
Verbreiterte Nase und Gebiss des Gepards
- Hochgeschwindigkeits-Video von Geparden beim Rennen
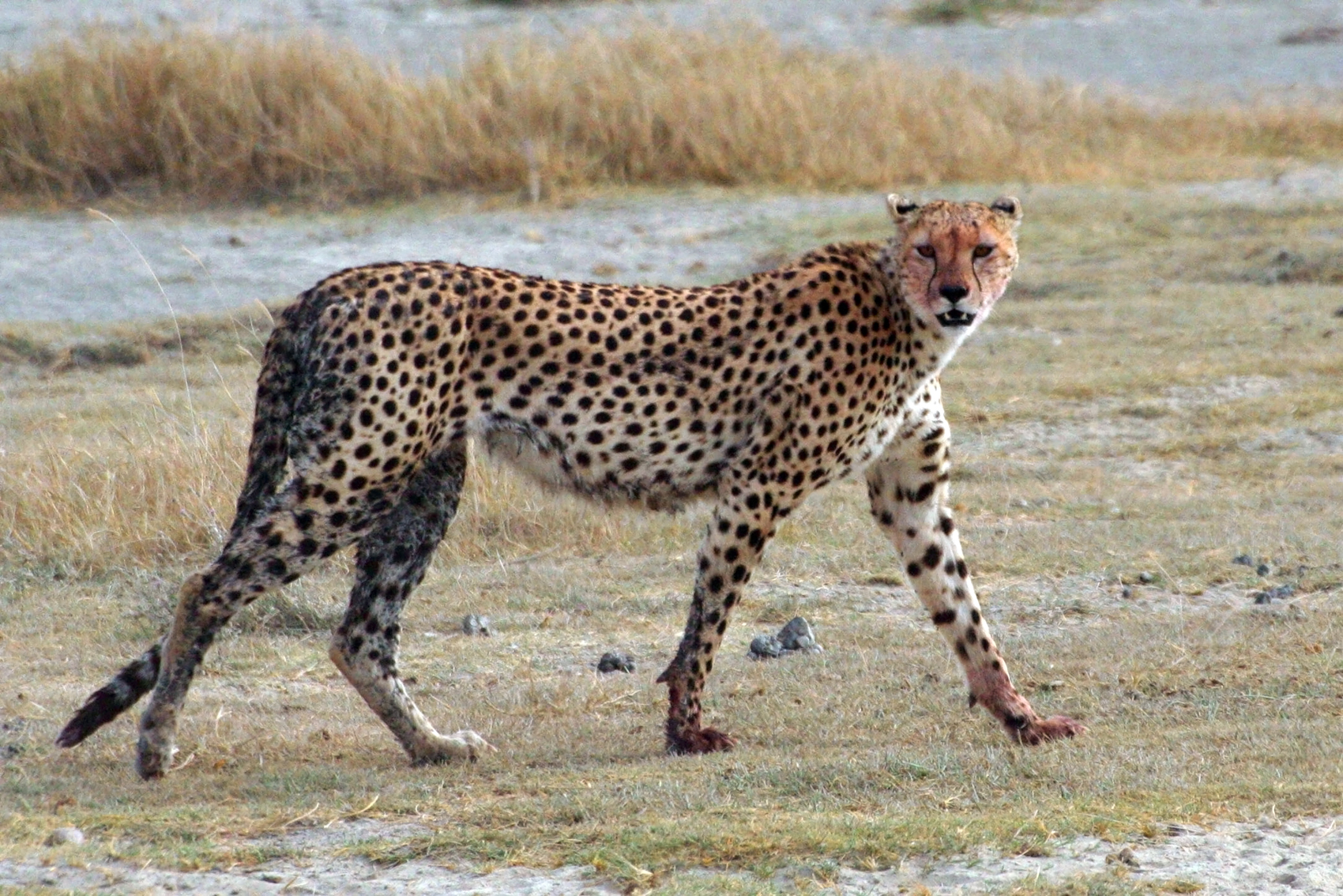
Gepard im Ngorongoro-Krater, Tansania
- 3D-Modell des Skeletts

## Verbreitungsgebiet und Lebensraum

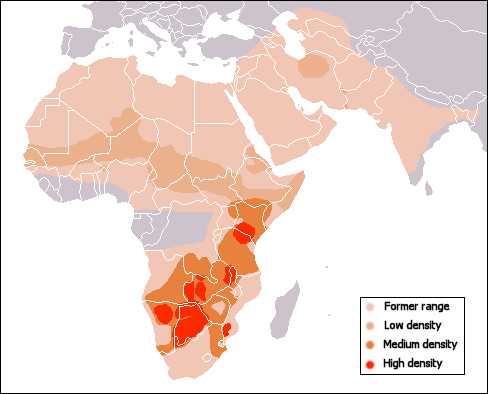
Verbreitungsgebiet des Gepards:
Ausgestorben
Geringe Bestandsdichten
Mittlere Bestandsdichten
Hohe Bestandsdichten

Der Gepard war früher über fast ganz Afrika mit Ausnahme der zentralafrikanischen Waldgebiete verbreitet, außerdem waren Vorderasien, die indische Halbinsel und Teile Zentralasiens besiedelt. Heute ist er fast nur noch in Afrika südlich der Sahara anzutreffen. In Asien gibt es winzige Restbestände, die von Ausrottung bedroht sind (siehe Unterarten). In Indien wurde der letzte Gepard in den Jahren 1967/1968 gesichtet, und die Art galt seitdem als dort ausgestorben. Am 17. September 2022 wurden die ersten zwei von zunächst acht Geparden aus Namibia im Kuno-Nationalpark in Madhya Pradesh freigelassen.
Geparde sind reine Savannen- und Steppentiere. Sie bevorzugen Bereiche mit hohem, Deckung bietendem Gras und Hügeln als Ausschaupunkten. Zu viele Bäume und Sträucher machen eine Landschaft für Geparde ungeeignet, da sie dort ihre Schnelligkeit nicht ausnutzen können. In Halbwüsten kommen Geparde dagegen gut zurecht, wenn sie genügend Beutetiere finden.

## Lebensweise

### Sozialverhalten

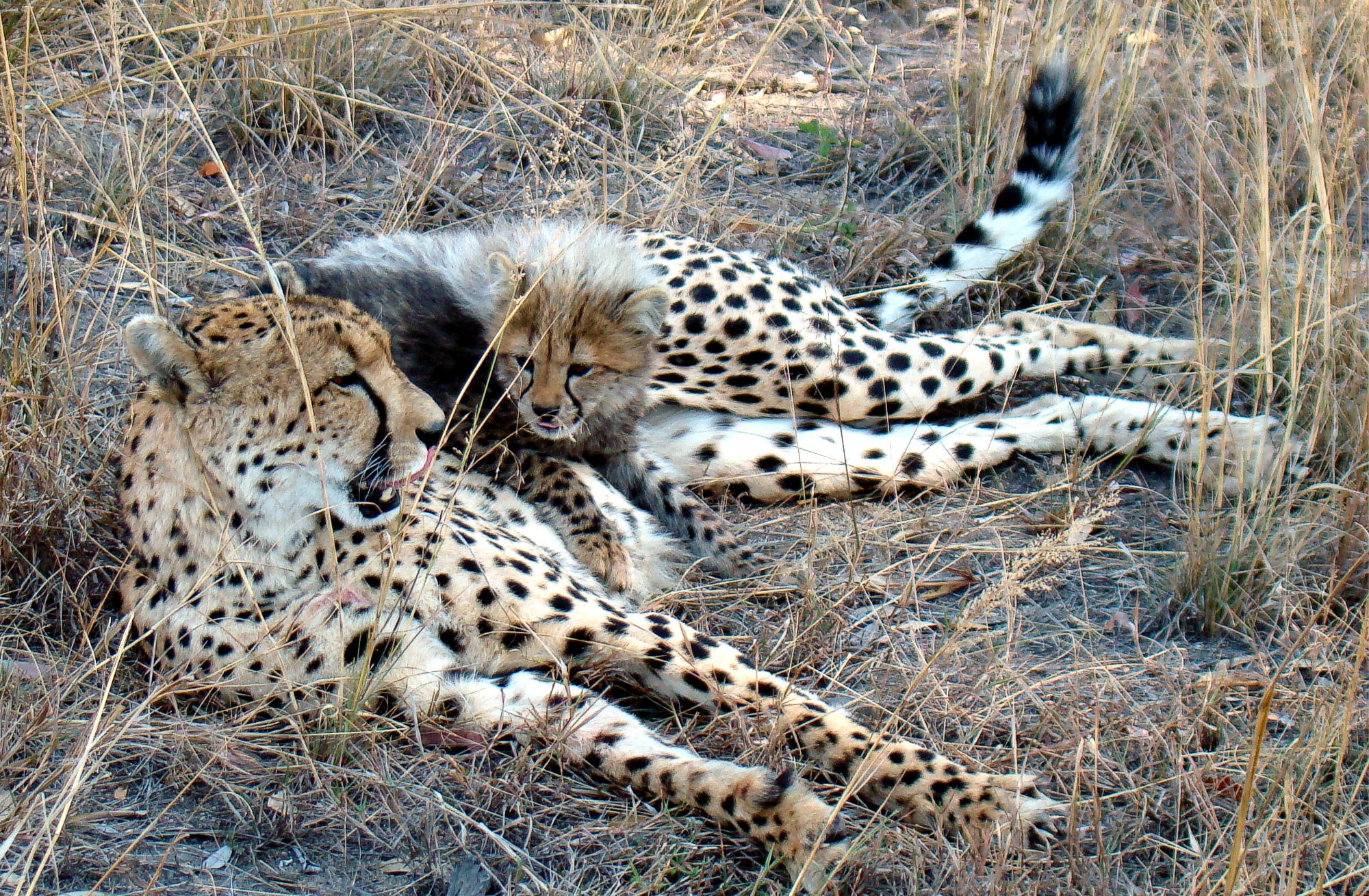
Ein junger Gepard, der auf seiner Mutter liegt

Geparde sind tagaktive Tiere. Dadurch vermeiden sie weitgehend Begegnungen mit den eher nachtaktiven Löwen, Leoparden, Tüpfel-, Streifen- und Schabrackenhyänen, die Geparden leicht die Beute streitig machen können und auch eine große Gefahr für den Nachwuchs darstellen. Sie sind geselliger als die meisten anderen Katzen. Die Weibchen leben meistens allein – mit Ausnahme der Zeit, in der sie Junge führen. Männchen hingegen formen Verbände, in denen sie (meistens Wurfbrüder) zu zweit oder dritt leben. Selten gibt es größere Gepardgruppen von bis zu 15 Individuen. Männchen und Weibchen kommen nur zur Paarung zusammen und trennen sich gleich darauf wieder. Das Revier wird durch Urinmarkierungen abgegrenzt.

### Fortpflanzung

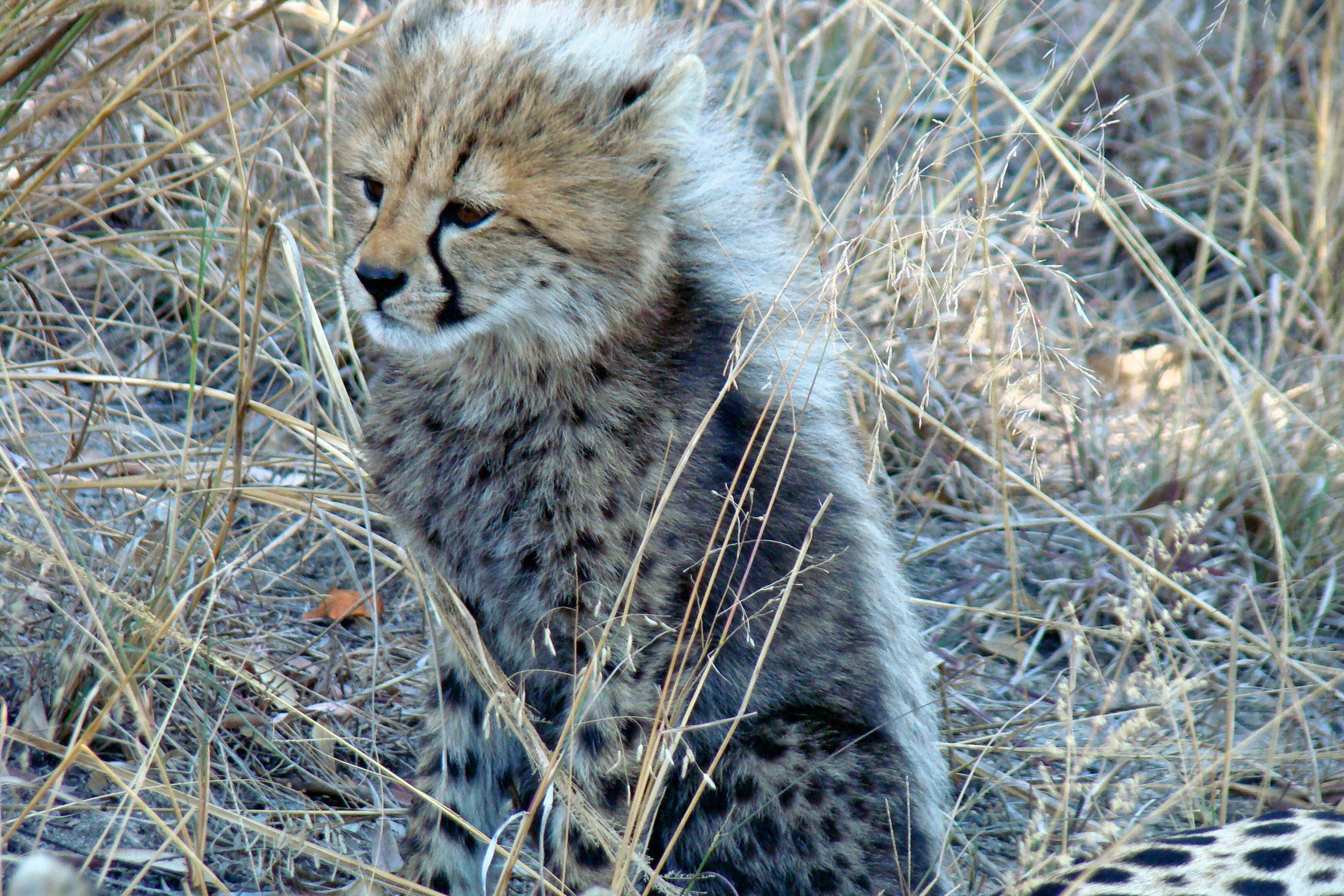
Junger Gepard

Im Alter von etwa drei Jahren ist ein Gepard geschlechtsreif. Die Tragzeit beträgt etwa 95 Tage, ein Wurf besteht zumeist aus einem bis fünf Jungen. Es kommen aber auch Würfe mit bis zu acht Jungtieren vor. Das Weibchen bringt sie in einem Bau zur Welt, in dem sie für etwa acht Wochen bleiben. Dies ist nötig, da Geparde nicht die körperlichen Voraussetzungen besitzen, ihren Nachwuchs erfolgreich gegen die stärkeren Großkatzen – Löwe und Leopard – oder auch Hyänen zu verteidigen. Die Jungen haben auf dem Rücken lange silbrige Haare, die wahrscheinlich der Tarnung dienen und die sie nach etwa drei Monaten rasch verlieren. Trotz dieser natürlichen Schutzvorrichtungen ist die Mortalität während des ersten Lebensjahres hoch; meistens fallen sie Raubfeinden zum Opfer. Haben sie die erste kritische Phase überstanden, können sie ein Lebensalter von 15 Jahren erreichen.

### Ernährung und Jagd

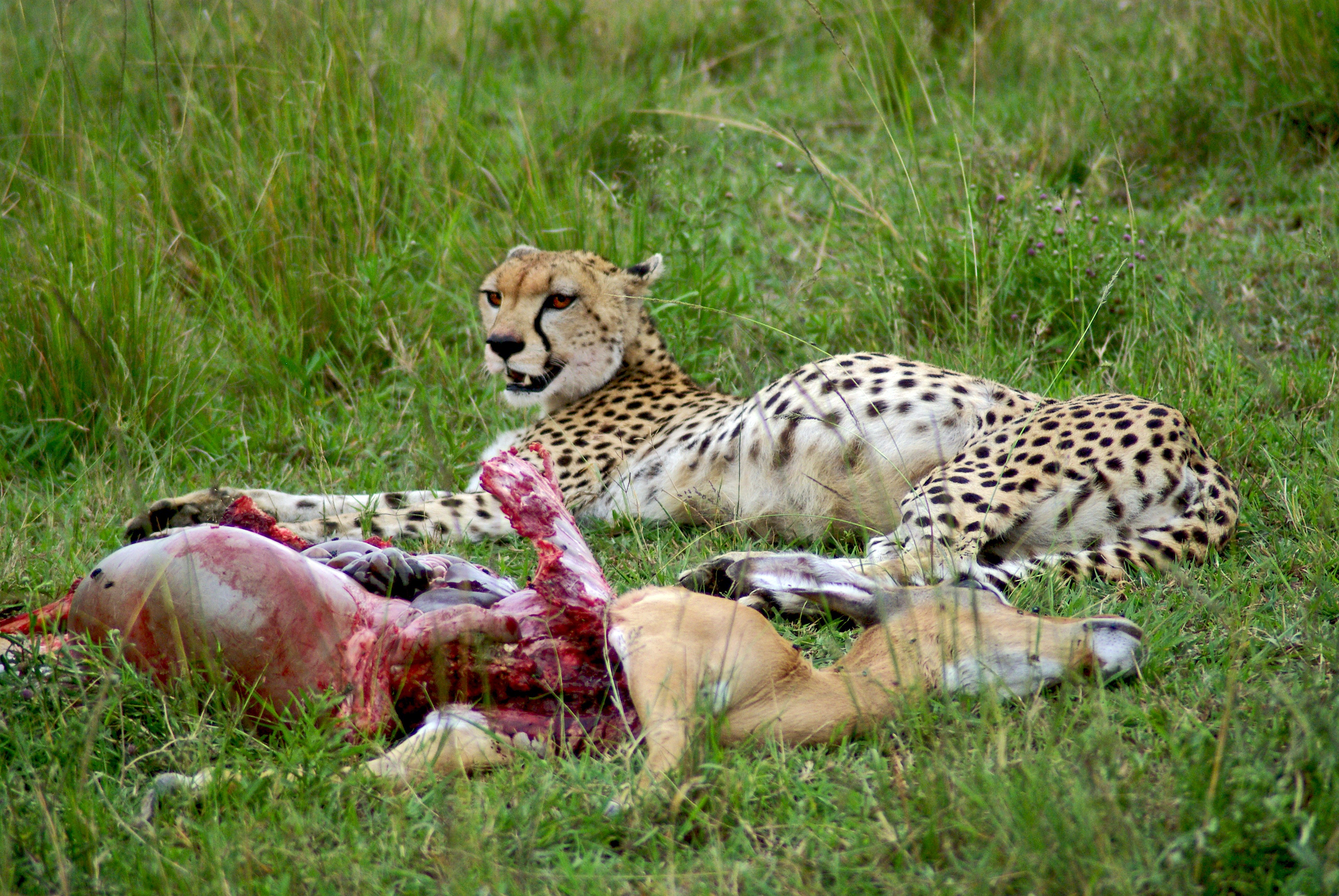
Gepard mit erbeuteter Impala

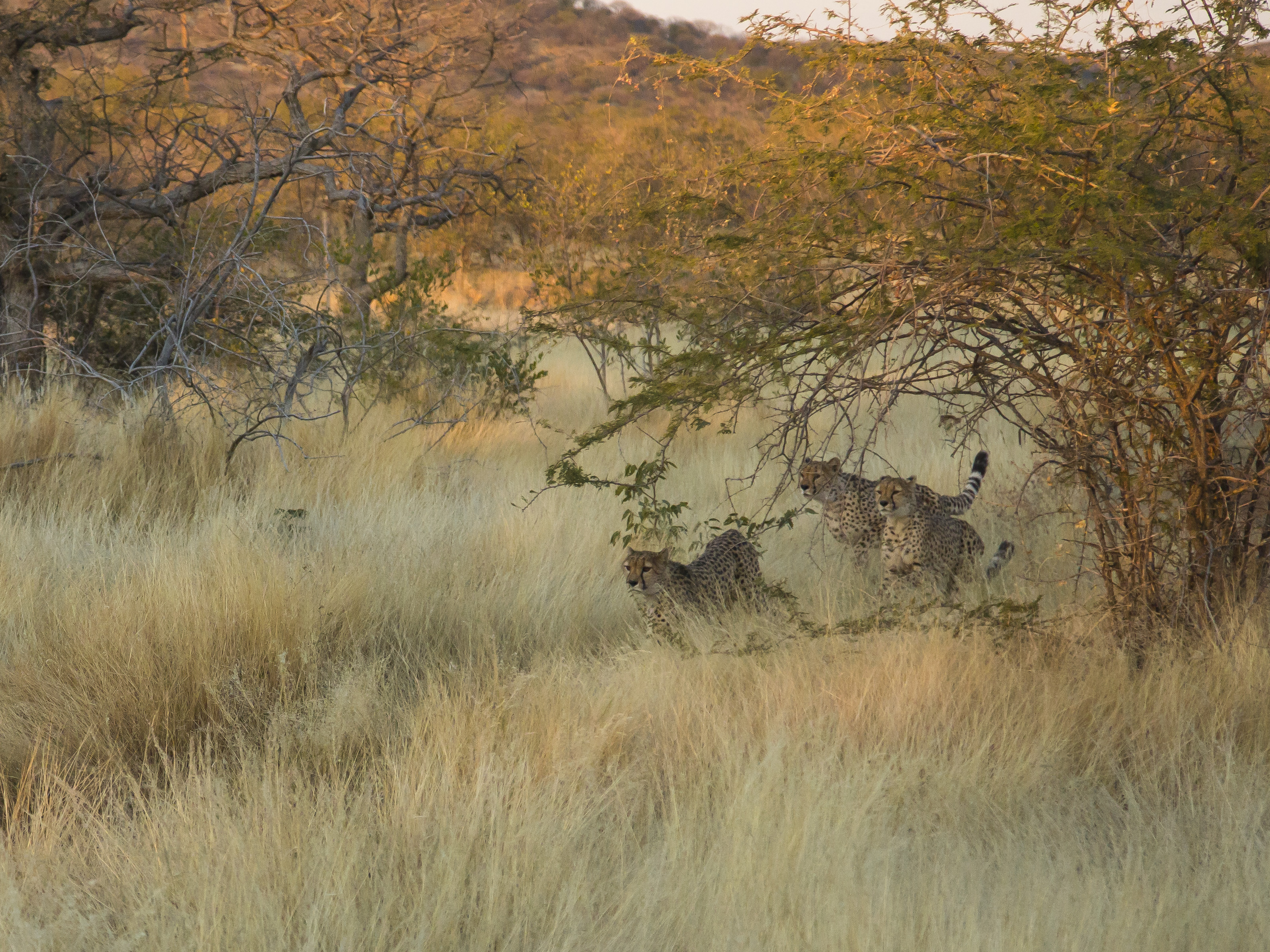
Jagende Geparde in Namibia

Das Spektrum der Beutetiere eines Gepards ist für gewöhnlich nicht besonders breit und er gilt unter den mittelgroßen Katzenarten als am stärksten spezialisierte Art. Seine bevorzugte Beute sind kleinere Huftierarten wie Gazellen und Böckchen und seine Verbreitung ist eng an das Vorkommen dieser Beutetiere gebunden. In Ostafrika ernähren sich Geparde fast ausschließlich von Thomson-Gazellen, Grant-Gazellen und Impalas. Regional, vor allem in der Serengeti und im Kalahari-Gemsbok-Nationalpark, kann der Anteil der Thomson-Gazellen an der Beute mehr als 90 % betragen, im Kruger-Nationalpark und im Transvaal sind Impalas die Hauptbeute. Zudem sind etwa 50 % der Beutetiere Jungtiere oder Heranwachsende. Diese Antilopen sind leicht und sehr viel einfacher zu überwältigen als ausgewachsene Zebras oder Gnus, die für einen Gepard nahezu unbezwingbar sind. Allerdings werden die Jungtiere beider Arten gelegentlich von in der Gruppe jagenden Geparden überwältigt. Normalerweise halten sich die schnellen Jäger jedoch an Beutetiere unter 60 kg Körpergewicht, im Schnitt liegt das Gewicht der Beute bei weniger als 40 kg. In Notzeiten jagt ein Gepard auch Hasen, Kaninchen und Vögel.
Zur Jagd pirschen sich Geparde in der Regel zunächst auf eine erfolgversprechende Distanz an ihre Beutetiere heran. Teils treten sie dann mit einem lockeren Trab hervor, um in dieser Phase anhand des Verhaltens zu klären, welches Individuum genau die Beute sein soll. Dann erfolgt der Angriff mit einer Geschwindigkeit von etwa 60 km/h. Die Angaben der Höchstgeschwindigkeit sind selbst bei wissenschaftlichen Quellen unterschiedlich und reichen von 93 km/h bis 102 km/h. Nahe beim Beutetier bremst der Gepard etwas ab, um besser auf ein etwaiges Hakenschlagen reagieren zu können. Ob erfolgreich oder nicht, die Jagd ist auf jeden Fall nach wenigen hundert Metern bzw. im Schnitt 38 Sekunden beendet. Somit legt der Gepard – wie auch der Löwe – unter den Katzen zwar unüblich lange Strecken dabei zurück, innerhalb der Formen der Hetzjagd handelt es sich dennoch um das Gegenmodell zur ausdauernden Vorgehensweise z. B. von Wölfen und Hyänen. Bei Erreichen versucht der Gepard das Beutetier meist mit einem Prankenschlag ins Straucheln zu bringen und niederzureißen. Dann drückt er ihm mit den Zähnen die Kehle zu. Er zerbeißt also nicht die Nacken- oder Halswirbel, um seine Beute zu töten, sondern erstickt sie. Seine Erfolgsquote von 50 bis 70 % wird von keinem anderen einzeln jagenden Raubtier übertroffen, nur von rudelweise jagenden. Anschließend muss sich der Gepard erst einmal eine ganze Weile von der Anstrengung erholen, bevor er fressen kann. Während dieser Zeit kann es passieren, dass er die Beute an die stärkeren Raubtiere Tüpfelhyäne, Löwe oder Leopard verliert; auch er selbst befindet sich dann in gewisser Gefahr.

## Systematik

### Externe Systematik
Da sich der Gepard morphologisch und anatomisch sehr stark von anderen Katzen unterscheidet, war es bisher üblich, ihn in eine eigene Unterfamilie Acinonychinae zu stellen und weder den Groß- noch den Kleinkatzen zuzuordnen. Man sah in ihm eine Sonderentwicklung der Katzen, die er in konvergenter Evolution zu den Hunden nachvollzogen hatte. Allerdings können Geparde wie alle Kleinkatzen nicht brüllen; im Gegenteil, ihre sehr leisen Laute erinnern stark an die Lautäußerungen von Hauskatzen. Ebenso können Geparde wie alle Kleinkatzen beim Ein- und Ausatmen schnurren, was Großkatzen nicht können.
Neue genetische Untersuchungen haben nun zu der Erkenntnis geführt, dass der Gepard den anderen Katzen doch nicht so fernsteht und seine nächsten lebenden Verwandten mit ziemlicher Sicherheit der Puma und der Jaguarundi sein dürften.
Der Amerikanische Gepard (Miracinonyx) des Pleistozäns wurde bis vor kurzem für einen nahen Verwandten des rezenten Gepards gehalten. Tatsächlich sieht er diesem morphologisch sehr ähnlich. Es scheint sich jedoch vielmehr um eine Schwesterart des Pumas gehandelt zu haben, die sich aufgrund ähnlicher ökologischer Voraussetzungen konvergent zum afrikanisch-asiatischen Gepard entwickelte.
Die ältesten Überreste des modernen Gepards (A. jubatus) stammen aus Afrika, doch wenig später erschien die Art auch in Eurasien. Die europäische Gepardart Acinonyx pardinensis aus dem Pleistozän war um einiges größer als heutige Geparde. Die letzten Funde dieser Art sind 500.000 Jahre alt und stammen aus den Mosbacher Sanden bei Wiesbaden.
|  | † Säbelzahnkatzen (Machairodontinae)                       |
|  |                                                            |
|  | \| \| Großkatzen \| \| \| \| \| \| Kleinkatzen \| \| \| \| |
|  |                                                            |
|  | Großkatzen                                                 |
|  |                                                            |
|  | Kleinkatzen                                                |
|  |                                                            |

|  | Großkatzen  |
|  |             |
|  | Kleinkatzen |
|  |             |

|  | Nebelparder (N. nebulosa)     |
|  |                               |
|  | Sunda-Nebelparder (N. diardi) |
|  |                               |

|  | Tiger (P. tigris)        |
|  |                          |
|  | Schneeleopard (P. uncia) |
|  |                          |

|  | Jaguar (P. onca)                                                      |
|  |                                                                       |
|  | \| \| Leopard (P. pardus) \| \| \| \| \| \| Löwe (P. leo) \| \| \| \| |
|  |                                                                       |
|  | Leopard (P. pardus)                                                   |
|  |                                                                       |
|  | Löwe (P. leo)                                                         |
|  |                                                                       |

|  | Leopard (P. pardus) |
|  |                     |
|  | Löwe (P. leo)       |
|  |                     |

|  | Tiger (P. tigris)        |
|  |                          |
|  | Schneeleopard (P. uncia) |
|  |                          |

|  | Jaguar (P. onca)                                                      |
|  |                                                                       |
|  | \| \| Leopard (P. pardus) \| \| \| \| \| \| Löwe (P. leo) \| \| \| \| |
|  |                                                                       |
|  | Leopard (P. pardus)                                                   |
|  |                                                                       |
|  | Löwe (P. leo)                                                         |
|  |                                                                       |

|  | Leopard (P. pardus) |
|  |                     |
|  | Löwe (P. leo)       |
|  |                     |

|  | Nebelparder (N. nebulosa)     |
|  |                               |
|  | Sunda-Nebelparder (N. diardi) |
|  |                               |

|  | Tiger (P. tigris)        |
|  |                          |
|  | Schneeleopard (P. uncia) |
|  |                          |

|  | Jaguar (P. onca)                                                      |
|  |                                                                       |
|  | \| \| Leopard (P. pardus) \| \| \| \| \| \| Löwe (P. leo) \| \| \| \| |
|  |                                                                       |
|  | Leopard (P. pardus)                                                   |
|  |                                                                       |
|  | Löwe (P. leo)                                                         |
|  |                                                                       |

|  | Leopard (P. pardus) |
|  |                     |
|  | Löwe (P. leo)       |
|  |                     |

|  | Tiger (P. tigris)        |
|  |                          |
|  | Schneeleopard (P. uncia) |
|  |                          |

|  | Jaguar (P. onca)                                                      |
|  |                                                                       |
|  | \| \| Leopard (P. pardus) \| \| \| \| \| \| Löwe (P. leo) \| \| \| \| |
|  |                                                                       |
|  | Leopard (P. pardus)                                                   |
|  |                                                                       |
|  | Löwe (P. leo)                                                         |
|  |                                                                       |

|  | Leopard (P. pardus) |
|  |                     |
|  | Löwe (P. leo)       |
|  |                     |

|  | \| \| Manul (Otocolobus manul) \| \| \| \| \| \| Altkatzen (Prionailurus) \| \| \| \| |
|  |                                                                                       |
|  | Echte Katzen (Felis)                                                                  |
|  |                                                                                       |
|  | Manul (Otocolobus manul)                                                              |
|  |                                                                                       |
|  | Altkatzen (Prionailurus)                                                              |
|  |                                                                                       |

|  | Manul (Otocolobus manul) |
|  |                          |
|  | Altkatzen (Prionailurus) |
|  |                          |

|  | Gepard (Acinonyx jubatus) |
|  |                           |
|  | Puma (Puma)               |
|  |                           |

|  | \| \| Manul (Otocolobus manul) \| \| \| \| \| \| Altkatzen (Prionailurus) \| \| \| \| |
|  |                                                                                       |
|  | Echte Katzen (Felis)                                                                  |
|  |                                                                                       |
|  | Manul (Otocolobus manul)                                                              |
|  |                                                                                       |
|  | Altkatzen (Prionailurus)                                                              |
|  |                                                                                       |

|  | Manul (Otocolobus manul) |
|  |                          |
|  | Altkatzen (Prionailurus) |
|  |                          |

|  | Gepard (Acinonyx jubatus) |
|  |                           |
|  | Puma (Puma)               |
|  |                           |

|  | \| \| Manul (Otocolobus manul) \| \| \| \| \| \| Altkatzen (Prionailurus) \| \| \| \| |
|  |                                                                                       |
|  | Echte Katzen (Felis)                                                                  |
|  |                                                                                       |
|  | Manul (Otocolobus manul)                                                              |
|  |                                                                                       |
|  | Altkatzen (Prionailurus)                                                              |
|  |                                                                                       |

|  | Manul (Otocolobus manul) |
|  |                          |
|  | Altkatzen (Prionailurus) |
|  |                          |

|  | Gepard (Acinonyx jubatus) |
|  |                           |
|  | Puma (Puma)               |
|  |                           |

|  | \| \| Manul (Otocolobus manul) \| \| \| \| \| \| Altkatzen (Prionailurus) \| \| \| \| |
|  |                                                                                       |
|  | Echte Katzen (Felis)                                                                  |
|  |                                                                                       |
|  | Manul (Otocolobus manul)                                                              |
|  |                                                                                       |
|  | Altkatzen (Prionailurus)                                                              |
|  |                                                                                       |

|  | Manul (Otocolobus manul) |
|  |                          |
|  | Altkatzen (Prionailurus) |
|  |                          |

|  | Gepard (Acinonyx jubatus) |
|  |                           |
|  | Puma (Puma)               |
|  |                           |

|  | \| \| Manul (Otocolobus manul) \| \| \| \| \| \| Altkatzen (Prionailurus) \| \| \| \| |
|  |                                                                                       |
|  | Echte Katzen (Felis)                                                                  |
|  |                                                                                       |
|  | Manul (Otocolobus manul)                                                              |
|  |                                                                                       |
|  | Altkatzen (Prionailurus)                                                              |
|  |                                                                                       |

|  | Manul (Otocolobus manul) |
|  |                          |
|  | Altkatzen (Prionailurus) |
|  |                          |

|  | Gepard (Acinonyx jubatus) |
|  |                           |
|  | Puma (Puma)               |
|  |                           |

|  | \| \| Manul (Otocolobus manul) \| \| \| \| \| \| Altkatzen (Prionailurus) \| \| \| \| |
|  |                                                                                       |
|  | Echte Katzen (Felis)                                                                  |
|  |                                                                                       |
|  | Manul (Otocolobus manul)                                                              |
|  |                                                                                       |
|  | Altkatzen (Prionailurus)                                                              |
|  |                                                                                       |

|  | Manul (Otocolobus manul) |
|  |                          |
|  | Altkatzen (Prionailurus) |
|  |                          |

|  | Gepard (Acinonyx jubatus) |
|  |                           |
|  | Puma (Puma)               |
|  |                           |

|  | \| \| Manul (Otocolobus manul) \| \| \| \| \| \| Altkatzen (Prionailurus) \| \| \| \| |
|  |                                                                                       |
|  | Echte Katzen (Felis)                                                                  |
|  |                                                                                       |
|  | Manul (Otocolobus manul)                                                              |
|  |                                                                                       |
|  | Altkatzen (Prionailurus)                                                              |
|  |                                                                                       |

|  | Manul (Otocolobus manul) |
|  |                          |
|  | Altkatzen (Prionailurus) |
|  |                          |

|  | Gepard (Acinonyx jubatus) |
|  |                           |
|  | Puma (Puma)               |
|  |                           |

|  | \| \| Manul (Otocolobus manul) \| \| \| \| \| \| Altkatzen (Prionailurus) \| \| \| \| |
|  |                                                                                       |
|  | Echte Katzen (Felis)                                                                  |
|  |                                                                                       |
|  | Manul (Otocolobus manul)                                                              |
|  |                                                                                       |
|  | Altkatzen (Prionailurus)                                                              |
|  |                                                                                       |

|  | Manul (Otocolobus manul) |
|  |                          |
|  | Altkatzen (Prionailurus) |
|  |                          |

|  | Gepard (Acinonyx jubatus) |
|  |                           |
|  | Puma (Puma)               |
|  |                           |

|  | Caracal                     |
|  |                             |
|  | Serval (Leptailurus serval) |
|  |                             |

|  | \| \| Manul (Otocolobus manul) \| \| \| \| \| \| Altkatzen (Prionailurus) \| \| \| \| |
|  |                                                                                       |
|  | Echte Katzen (Felis)                                                                  |
|  |                                                                                       |
|  | Manul (Otocolobus manul)                                                              |
|  |                                                                                       |
|  | Altkatzen (Prionailurus)                                                              |
|  |                                                                                       |

|  | Manul (Otocolobus manul) |
|  |                          |
|  | Altkatzen (Prionailurus) |
|  |                          |

|  | Gepard (Acinonyx jubatus) |
|  |                           |
|  | Puma (Puma)               |
|  |                           |

|  | \| \| Manul (Otocolobus manul) \| \| \| \| \| \| Altkatzen (Prionailurus) \| \| \| \| |
|  |                                                                                       |
|  | Echte Katzen (Felis)                                                                  |
|  |                                                                                       |
|  | Manul (Otocolobus manul)                                                              |
|  |                                                                                       |
|  | Altkatzen (Prionailurus)                                                              |
|  |                                                                                       |

|  | Manul (Otocolobus manul) |
|  |                          |
|  | Altkatzen (Prionailurus) |
|  |                          |

|  | Gepard (Acinonyx jubatus) |
|  |                           |
|  | Puma (Puma)               |
|  |                           |

|  | \| \| Manul (Otocolobus manul) \| \| \| \| \| \| Altkatzen (Prionailurus) \| \| \| \| |
|  |                                                                                       |
|  | Echte Katzen (Felis)                                                                  |
|  |                                                                                       |
|  | Manul (Otocolobus manul)                                                              |
|  |                                                                                       |
|  | Altkatzen (Prionailurus)                                                              |
|  |                                                                                       |

|  | Manul (Otocolobus manul) |
|  |                          |
|  | Altkatzen (Prionailurus) |
|  |                          |

|  | Gepard (Acinonyx jubatus) |
|  |                           |
|  | Puma (Puma)               |
|  |                           |

|  | \| \| Manul (Otocolobus manul) \| \| \| \| \| \| Altkatzen (Prionailurus) \| \| \| \| |
|  |                                                                                       |
|  | Echte Katzen (Felis)                                                                  |
|  |                                                                                       |
|  | Manul (Otocolobus manul)                                                              |
|  |                                                                                       |
|  | Altkatzen (Prionailurus)                                                              |
|  |                                                                                       |

|  | Manul (Otocolobus manul) |
|  |                          |
|  | Altkatzen (Prionailurus) |
|  |                          |

|  | Gepard (Acinonyx jubatus) |
|  |                           |
|  | Puma (Puma)               |
|  |                           |

|  | \| \| Manul (Otocolobus manul) \| \| \| \| \| \| Altkatzen (Prionailurus) \| \| \| \| |
|  |                                                                                       |
|  | Echte Katzen (Felis)                                                                  |
|  |                                                                                       |
|  | Manul (Otocolobus manul)                                                              |
|  |                                                                                       |
|  | Altkatzen (Prionailurus)                                                              |
|  |                                                                                       |

|  | Manul (Otocolobus manul) |
|  |                          |
|  | Altkatzen (Prionailurus) |
|  |                          |

|  | Gepard (Acinonyx jubatus) |
|  |                           |
|  | Puma (Puma)               |
|  |                           |

|  | \| \| Manul (Otocolobus manul) \| \| \| \| \| \| Altkatzen (Prionailurus) \| \| \| \| |
|  |                                                                                       |
|  | Echte Katzen (Felis)                                                                  |
|  |                                                                                       |
|  | Manul (Otocolobus manul)                                                              |
|  |                                                                                       |
|  | Altkatzen (Prionailurus)                                                              |
|  |                                                                                       |

|  | Manul (Otocolobus manul) |
|  |                          |
|  | Altkatzen (Prionailurus) |
|  |                          |

|  | Gepard (Acinonyx jubatus) |
|  |                           |
|  | Puma (Puma)               |
|  |                           |

|  | \| \| Manul (Otocolobus manul) \| \| \| \| \| \| Altkatzen (Prionailurus) \| \| \| \| |
|  |                                                                                       |
|  | Echte Katzen (Felis)                                                                  |
|  |                                                                                       |
|  | Manul (Otocolobus manul)                                                              |
|  |                                                                                       |
|  | Altkatzen (Prionailurus)                                                              |
|  |                                                                                       |

|  | Manul (Otocolobus manul) |
|  |                          |
|  | Altkatzen (Prionailurus) |
|  |                          |

|  | Gepard (Acinonyx jubatus) |
|  |                           |
|  | Puma (Puma)               |
|  |                           |

|  | \| \| Manul (Otocolobus manul) \| \| \| \| \| \| Altkatzen (Prionailurus) \| \| \| \| |
|  |                                                                                       |
|  | Echte Katzen (Felis)                                                                  |
|  |                                                                                       |
|  | Manul (Otocolobus manul)                                                              |
|  |                                                                                       |
|  | Altkatzen (Prionailurus)                                                              |
|  |                                                                                       |

|  | Manul (Otocolobus manul) |
|  |                          |
|  | Altkatzen (Prionailurus) |
|  |                          |

|  | Gepard (Acinonyx jubatus) |
|  |                           |
|  | Puma (Puma)               |
|  |                           |

|  | Caracal                     |
|  |                             |
|  | Serval (Leptailurus serval) |
|  |                             |

|  | Asiatische Goldkatzen (Catopuma)   |
|  |                                    |
|  | Marmorkatze (Pardofelis marmorata) |
|  |                                    |

|  | \| \| Manul (Otocolobus manul) \| \| \| \| \| \| Altkatzen (Prionailurus) \| \| \| \| |
|  |                                                                                       |
|  | Echte Katzen (Felis)                                                                  |
|  |                                                                                       |
|  | Manul (Otocolobus manul)                                                              |
|  |                                                                                       |
|  | Altkatzen (Prionailurus)                                                              |
|  |                                                                                       |

|  | Manul (Otocolobus manul) |
|  |                          |
|  | Altkatzen (Prionailurus) |
|  |                          |

|  | Gepard (Acinonyx jubatus) |
|  |                           |
|  | Puma (Puma)               |
|  |                           |

|  | \| \| Manul (Otocolobus manul) \| \| \| \| \| \| Altkatzen (Prionailurus) \| \| \| \| |
|  |                                                                                       |
|  | Echte Katzen (Felis)                                                                  |
|  |                                                                                       |
|  | Manul (Otocolobus manul)                                                              |
|  |                                                                                       |
|  | Altkatzen (Prionailurus)                                                              |
|  |                                                                                       |

|  | Manul (Otocolobus manul) |
|  |                          |
|  | Altkatzen (Prionailurus) |
|  |                          |

|  | Gepard (Acinonyx jubatus) |
|  |                           |
|  | Puma (Puma)               |
|  |                           |

|  | \| \| Manul (Otocolobus manul) \| \| \| \| \| \| Altkatzen (Prionailurus) \| \| \| \| |
|  |                                                                                       |
|  | Echte Katzen (Felis)                                                                  |
|  |                                                                                       |
|  | Manul (Otocolobus manul)                                                              |
|  |                                                                                       |
|  | Altkatzen (Prionailurus)                                                              |
|  |                                                                                       |

|  | Manul (Otocolobus manul) |
|  |                          |
|  | Altkatzen (Prionailurus) |
|  |                          |

|  | Gepard (Acinonyx jubatus) |
|  |                           |
|  | Puma (Puma)               |
|  |                           |

|  | \| \| Manul (Otocolobus manul) \| \| \| \| \| \| Altkatzen (Prionailurus) \| \| \| \| |
|  |                                                                                       |
|  | Echte Katzen (Felis)                                                                  |
|  |                                                                                       |
|  | Manul (Otocolobus manul)                                                              |
|  |                                                                                       |
|  | Altkatzen (Prionailurus)                                                              |
|  |                                                                                       |

|  | Manul (Otocolobus manul) |
|  |                          |
|  | Altkatzen (Prionailurus) |
|  |                          |

|  | Gepard (Acinonyx jubatus) |
|  |                           |
|  | Puma (Puma)               |
|  |                           |

|  | \| \| Manul (Otocolobus manul) \| \| \| \| \| \| Altkatzen (Prionailurus) \| \| \| \| |
|  |                                                                                       |
|  | Echte Katzen (Felis)                                                                  |
|  |                                                                                       |
|  | Manul (Otocolobus manul)                                                              |
|  |                                                                                       |
|  | Altkatzen (Prionailurus)                                                              |
|  |                                                                                       |

|  | Manul (Otocolobus manul) |
|  |                          |
|  | Altkatzen (Prionailurus) |
|  |                          |

|  | Gepard (Acinonyx jubatus) |
|  |                           |
|  | Puma (Puma)               |
|  |                           |

|  | \| \| Manul (Otocolobus manul) \| \| \| \| \| \| Altkatzen (Prionailurus) \| \| \| \| |
|  |                                                                                       |
|  | Echte Katzen (Felis)                                                                  |
|  |                                                                                       |
|  | Manul (Otocolobus manul)                                                              |
|  |                                                                                       |
|  | Altkatzen (Prionailurus)                                                              |
|  |                                                                                       |

|  | Manul (Otocolobus manul) |
|  |                          |
|  | Altkatzen (Prionailurus) |
|  |                          |

|  | Gepard (Acinonyx jubatus) |
|  |                           |
|  | Puma (Puma)               |
|  |                           |

|  | \| \| Manul (Otocolobus manul) \| \| \| \| \| \| Altkatzen (Prionailurus) \| \| \| \| |
|  |                                                                                       |
|  | Echte Katzen (Felis)                                                                  |
|  |                                                                                       |
|  | Manul (Otocolobus manul)                                                              |
|  |                                                                                       |
|  | Altkatzen (Prionailurus)                                                              |
|  |                                                                                       |

|  | Manul (Otocolobus manul) |
|  |                          |
|  | Altkatzen (Prionailurus) |
|  |                          |

|  | Gepard (Acinonyx jubatus) |
|  |                           |
|  | Puma (Puma)               |
|  |                           |

|  | \| \| Manul (Otocolobus manul) \| \| \| \| \| \| Altkatzen (Prionailurus) \| \| \| \| |
|  |                                                                                       |
|  | Echte Katzen (Felis)                                                                  |
|  |                                                                                       |
|  | Manul (Otocolobus manul)                                                              |
|  |                                                                                       |
|  | Altkatzen (Prionailurus)                                                              |
|  |                                                                                       |

|  | Manul (Otocolobus manul) |
|  |                          |
|  | Altkatzen (Prionailurus) |
|  |                          |

|  | Gepard (Acinonyx jubatus) |
|  |                           |
|  | Puma (Puma)               |
|  |                           |

|  | Caracal                     |
|  |                             |
|  | Serval (Leptailurus serval) |
|  |                             |

|  | \| \| Manul (Otocolobus manul) \| \| \| \| \| \| Altkatzen (Prionailurus) \| \| \| \| |
|  |                                                                                       |
|  | Echte Katzen (Felis)                                                                  |
|  |                                                                                       |
|  | Manul (Otocolobus manul)                                                              |
|  |                                                                                       |
|  | Altkatzen (Prionailurus)                                                              |
|  |                                                                                       |

|  | Manul (Otocolobus manul) |
|  |                          |
|  | Altkatzen (Prionailurus) |
|  |                          |

|  | Gepard (Acinonyx jubatus) |
|  |                           |
|  | Puma (Puma)               |
|  |                           |

|  | \| \| Manul (Otocolobus manul) \| \| \| \| \| \| Altkatzen (Prionailurus) \| \| \| \| |
|  |                                                                                       |
|  | Echte Katzen (Felis)                                                                  |
|  |                                                                                       |
|  | Manul (Otocolobus manul)                                                              |
|  |                                                                                       |
|  | Altkatzen (Prionailurus)                                                              |
|  |                                                                                       |

|  | Manul (Otocolobus manul) |
|  |                          |
|  | Altkatzen (Prionailurus) |
|  |                          |

|  | Gepard (Acinonyx jubatus) |
|  |                           |
|  | Puma (Puma)               |
|  |                           |

|  | \| \| Manul (Otocolobus manul) \| \| \| \| \| \| Altkatzen (Prionailurus) \| \| \| \| |
|  |                                                                                       |
|  | Echte Katzen (Felis)                                                                  |
|  |                                                                                       |
|  | Manul (Otocolobus manul)                                                              |
|  |                                                                                       |
|  | Altkatzen (Prionailurus)                                                              |
|  |                                                                                       |

|  | Manul (Otocolobus manul) |
|  |                          |
|  | Altkatzen (Prionailurus) |
|  |                          |

|  | Gepard (Acinonyx jubatus) |
|  |                           |
|  | Puma (Puma)               |
|  |                           |

|  | \| \| Manul (Otocolobus manul) \| \| \| \| \| \| Altkatzen (Prionailurus) \| \| \| \| |
|  |                                                                                       |
|  | Echte Katzen (Felis)                                                                  |
|  |                                                                                       |
|  | Manul (Otocolobus manul)                                                              |
|  |                                                                                       |
|  | Altkatzen (Prionailurus)                                                              |
|  |                                                                                       |

|  | Manul (Otocolobus manul) |
|  |                          |
|  | Altkatzen (Prionailurus) |
|  |                          |

|  | Gepard (Acinonyx jubatus) |
|  |                           |
|  | Puma (Puma)               |
|  |                           |

|  | \| \| Manul (Otocolobus manul) \| \| \| \| \| \| Altkatzen (Prionailurus) \| \| \| \| |
|  |                                                                                       |
|  | Echte Katzen (Felis)                                                                  |
|  |                                                                                       |
|  | Manul (Otocolobus manul)                                                              |
|  |                                                                                       |
|  | Altkatzen (Prionailurus)                                                              |
|  |                                                                                       |

|  | Manul (Otocolobus manul) |
|  |                          |
|  | Altkatzen (Prionailurus) |
|  |                          |

|  | Gepard (Acinonyx jubatus) |
|  |                           |
|  | Puma (Puma)               |
|  |                           |

|  | \| \| Manul (Otocolobus manul) \| \| \| \| \| \| Altkatzen (Prionailurus) \| \| \| \| |
|  |                                                                                       |
|  | Echte Katzen (Felis)                                                                  |
|  |                                                                                       |
|  | Manul (Otocolobus manul)                                                              |
|  |                                                                                       |
|  | Altkatzen (Prionailurus)                                                              |
|  |                                                                                       |

|  | Manul (Otocolobus manul) |
|  |                          |
|  | Altkatzen (Prionailurus) |
|  |                          |

|  | Gepard (Acinonyx jubatus) |
|  |                           |
|  | Puma (Puma)               |
|  |                           |

|  | \| \| Manul (Otocolobus manul) \| \| \| \| \| \| Altkatzen (Prionailurus) \| \| \| \| |
|  |                                                                                       |
|  | Echte Katzen (Felis)                                                                  |
|  |                                                                                       |
|  | Manul (Otocolobus manul)                                                              |
|  |                                                                                       |
|  | Altkatzen (Prionailurus)                                                              |
|  |                                                                                       |

|  | Manul (Otocolobus manul) |
|  |                          |
|  | Altkatzen (Prionailurus) |
|  |                          |

|  | Gepard (Acinonyx jubatus) |
|  |                           |
|  | Puma (Puma)               |
|  |                           |

|  | \| \| Manul (Otocolobus manul) \| \| \| \| \| \| Altkatzen (Prionailurus) \| \| \| \| |
|  |                                                                                       |
|  | Echte Katzen (Felis)                                                                  |
|  |                                                                                       |
|  | Manul (Otocolobus manul)                                                              |
|  |                                                                                       |
|  | Altkatzen (Prionailurus)                                                              |
|  |                                                                                       |

|  | Manul (Otocolobus manul) |
|  |                          |
|  | Altkatzen (Prionailurus) |
|  |                          |

|  | Gepard (Acinonyx jubatus) |
|  |                           |
|  | Puma (Puma)               |
|  |                           |

|  | Caracal                     |
|  |                             |
|  | Serval (Leptailurus serval) |
|  |                             |

|  | Asiatische Goldkatzen (Catopuma)   |
|  |                                    |
|  | Marmorkatze (Pardofelis marmorata) |
|  |                                    |

### Unterarten
Man unterschied bisher üblicherweise fünf Unterarten des Gepards; von diesen leben vier in Afrika und eine in Asien. Alle Unterarten müssen als gefährdet eingestuft werden; zwei gelten sogar als vom Aussterben bedroht.

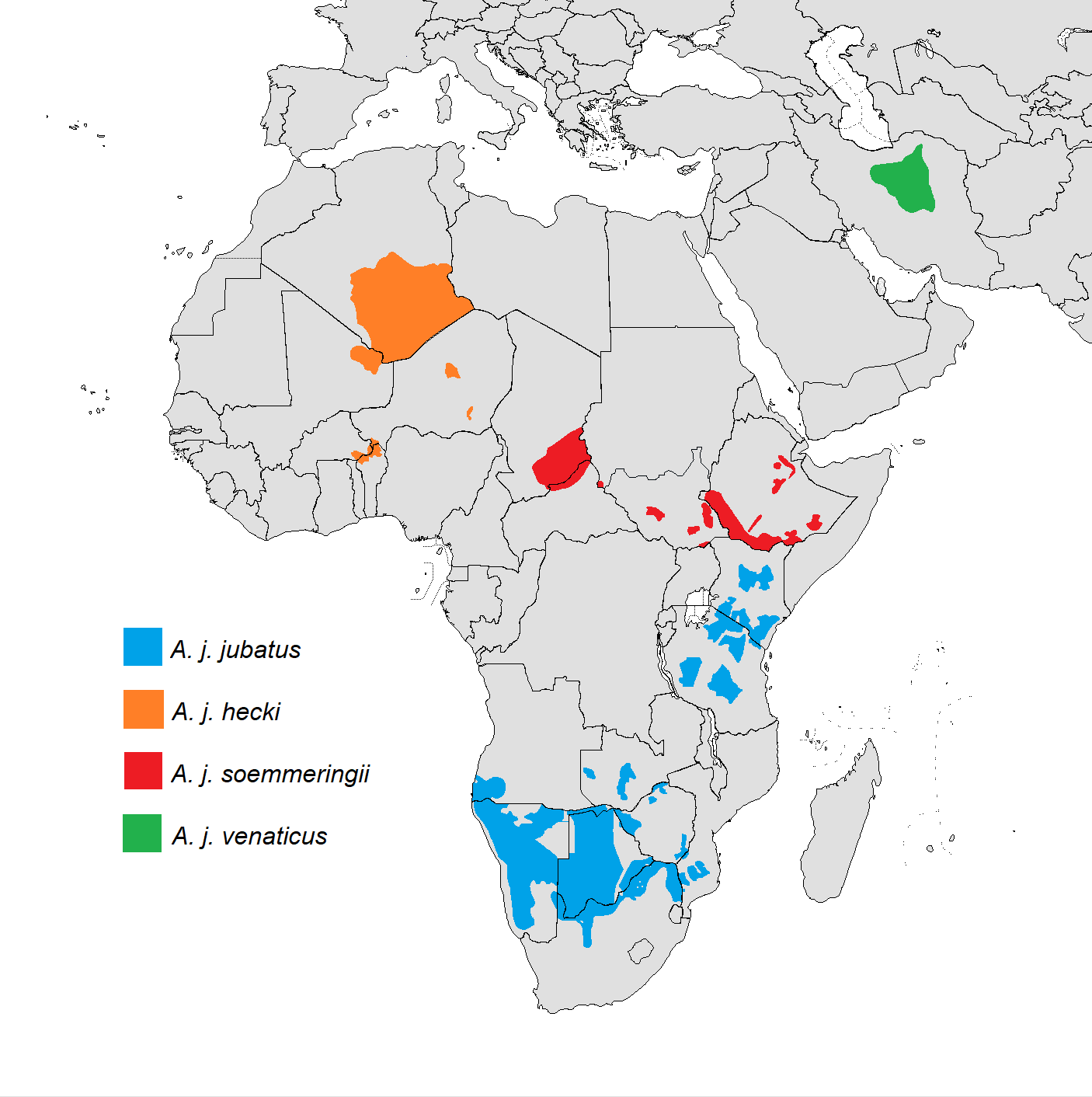
Die Verbreitungsgebiete der vier anerkannten Unterarten des Gepards

- Asiatischer Gepard (A. j. venaticus): Einst von Nordafrika nördlich der Sahara über Zentralasien bis Indien verbreitet; heute nur noch im Iran. Es gibt nach Schätzung der Iranischen Umweltbehörde etwa 60 bis 100 Tiere im Norden des Iran, vor allem im Kawir-Nationalpark, dem Touran-Nationalpark, dem Naybandan-Wildreservat und zwei weiteren Reservaten um die Wüste Dascht-e Kawir. Um den Schutz der stark vom Aussterben bedrohten Unterart zu verbessern, wurden einige Tiere mit GPS-Halsbändern ausgestattet.[12] Im Jahr 2022 erfolgte in einer Einrichtung im Iran die erste Nachzucht von Asiatischen Geparden in Menschenhand weltweit.[13]
- Nordwestafrikanischer Gepard (A. j. hecki): Zu dieser Unterart werden meist alle Geparde des nordwestlichen Afrika gerechnet, bisweilen aber auch nur die westafrikanischen Vorkommen südlich der Sahara. Die Unterart kennzeichnet sich durch ein besonders blasses Fell, besitzt allerdings die typischen Augenstreifen. Der Gesamtbestand dürfte bei unter 250 Tieren liegen. Gesicherte Vorkommen existieren nur noch in den Staaten Algerien, Niger, Benin und Burkina Faso. In Algerien existieren nur noch wenige Tiere in der Zentralsahara im Bereich der Nationalparks Ahaggar und Tassili n'Ajjer. Grobe Schätzungen gehen von 20 bis 40 Tieren in diesem Bereich aus. Im Niger gibt es im Bereich des Aïr und Ténéré Naturreservates noch über 50 Geparde. Im Schutzgebiet wurden in den letzten Jahren regelmäßig ausgewachsene und junge Geparde beobachtet. Etwas südlich davon, um das Termit-Massiv, hält sich noch ein schrumpfender Bestand von etwa 30–40 Tieren. Außerhalb der Sahara existiert im Niger ein weiteres wichtiges Vorkommen im Gebiet des W-Nationalparks. Man geht von mindestens 15–25 Tieren in diesem Bereich aus, mit steigender Tendenz. Im angrenzenden Pendjari-Nationalpark in Benin dürften weitere 5–20 Exemplare leben. Wenige leben in dieser Region auf dem Territorium des Nachbarstaates Burkina Faso.[14]
- Nordostafrikanischer Gepard (A. j. soemmeringii): Nordostafrika, zwischen dem Tschadsee und Somalia. Blass gefärbt.[8] In Ägypten scheint die Unterart im Aussterben begriffen zu sein.[15]
- Ostafrikanischer Gepard (A. j. fearsoni): Östliches Afrika. Dieses Gebiet stellt neben dem Südlichen Afrika einen Populationsschwerpunkt dar. Das Östliche Afrika (Äthiopien, Südsudan, Uganda, Kenia und Tansania) besitzt etwa 2.500 ausgewachsene Geparde. Der wichtigste Reservatskomplex in diesem Bereich liegt im Serengeti-Ökosystem.[15]
- Südafrikanischer Gepard (A. j. jubatus): Südliches Afrika, das die Hochburg der heutigen Gepardpopulation darstellt. Im südlichen Afrika leben insgesamt etwa 4.500 ausgewachsene Tiere. Hier befinden sich mehrere Schutzgebiete, die große Populationen beherbergen, darunter der Kgalagadi-Transfrontier-Nationalpark, Chobe, Nxai-Pan, die Reservate im Okavangodelta, Etosha und Liuwa-Plain. Ein Großteil der Population lebt allerdings, ähnlich wie in Ostafrika, auch hier außerhalb von Schutzgebieten auf Farmland.[15]

Genetischen Analysen zufolge sind Südafrikanische und Ostafrikanische Geparde eng verwandt und nahezu identisch. Die übrigen Unterarten wurden diesbezüglich bisher nicht untersucht: Deshalb erkennt die Cat Specialist Group der IUCN in ihrer im Jahr 2017 veröffentlichten Revision der Katzensystematik nur vier Unterarten an und synonymisiert A. j. fearsoni mit A. j. jubatus.

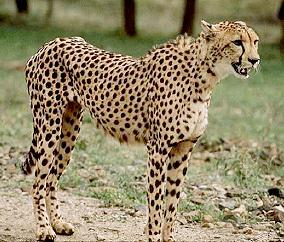
Asiatischer Gepard (A. j. venaticus)
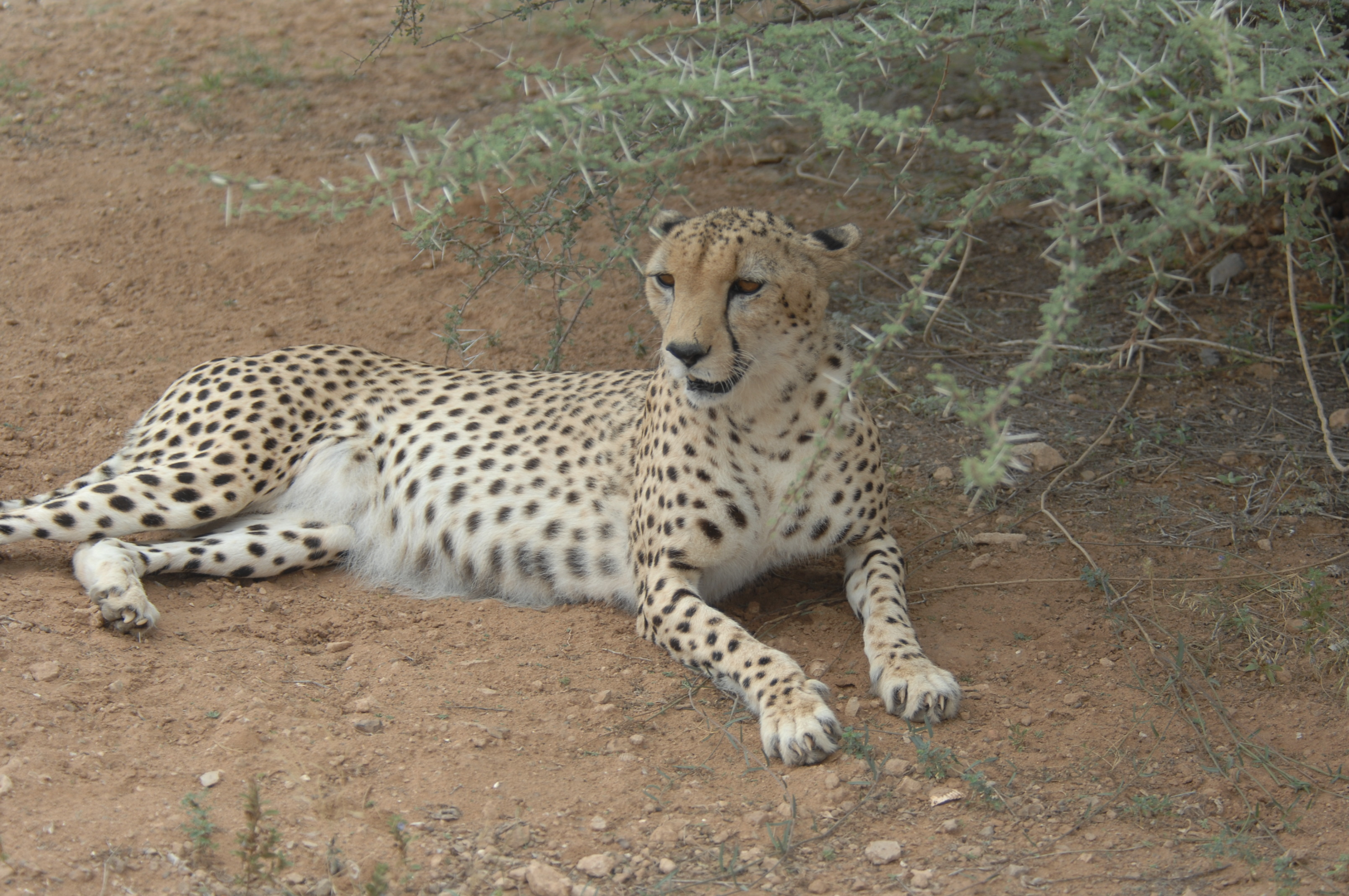
Nordostafrikanischer Gepard
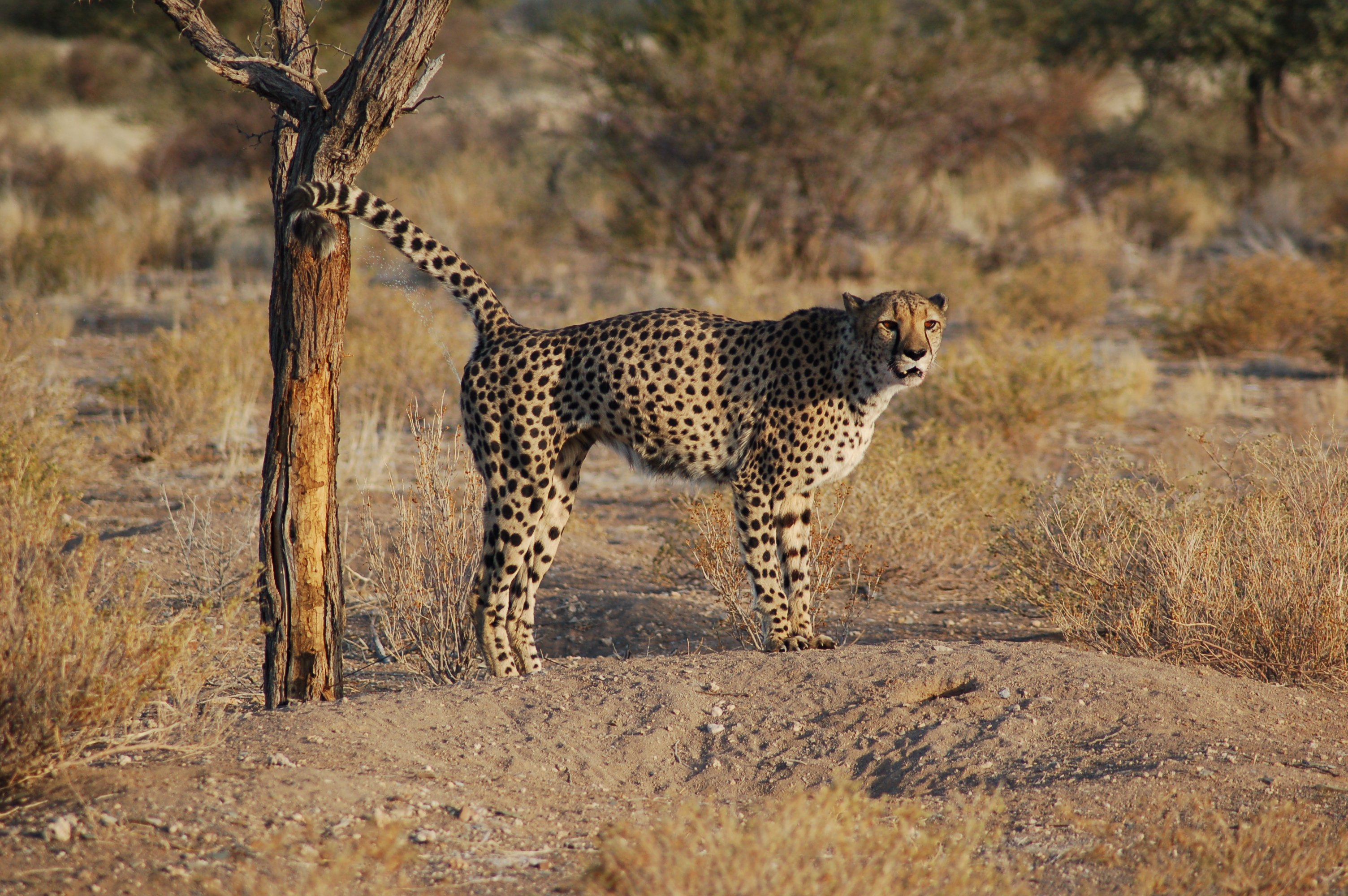
Gepard in Namibia setzt eine Duftmarke

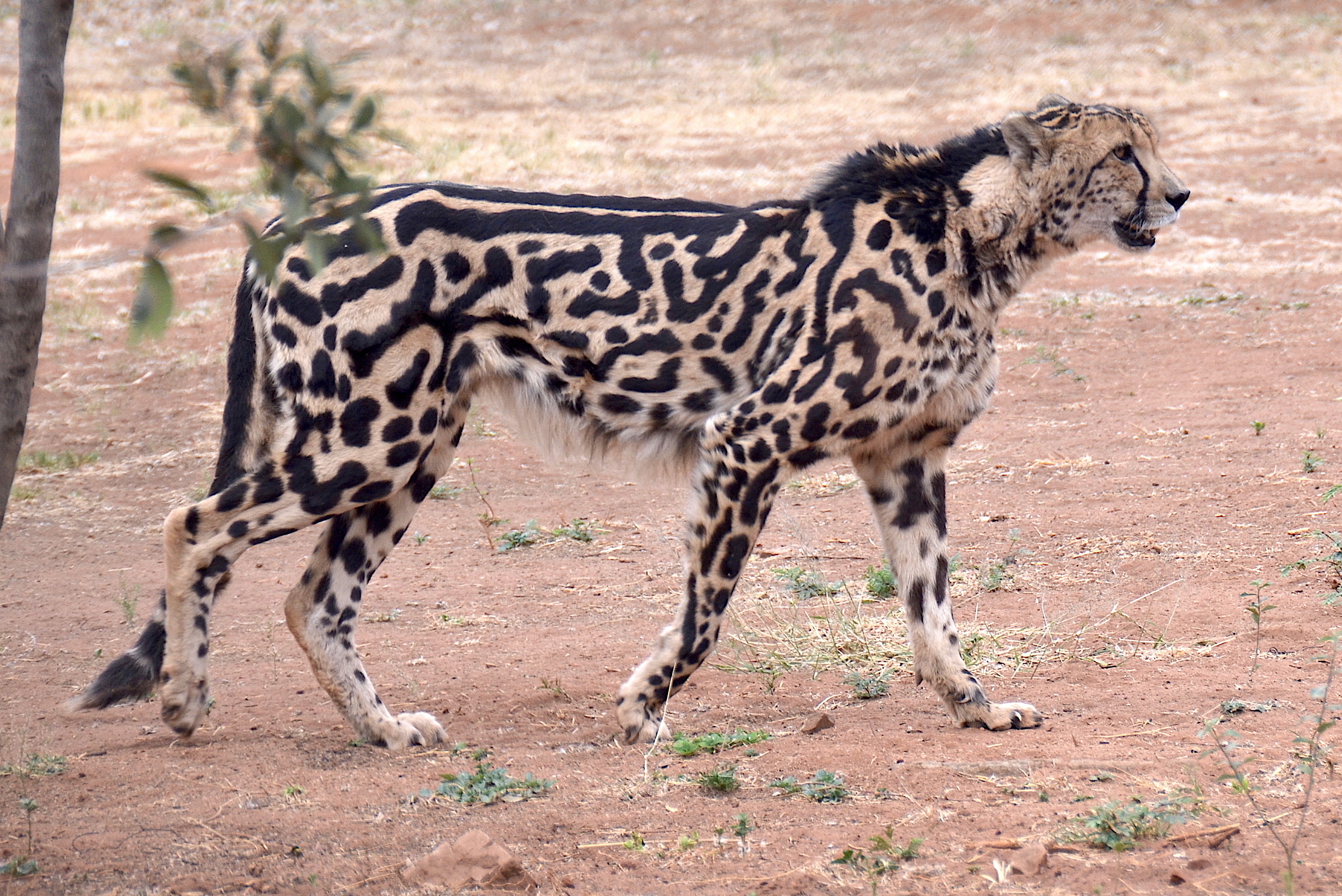
Ein Königsgepard

Als weitere Unterart des Gepards galt lange der Königsgepard – ein Tier, dessen Existenz bis 1975 angezweifelt wurde. Die Flecken sind bei ihm zu Längsstreifen verschmolzen. Inzwischen steht fest, dass es sich hierbei nicht um eine Unterart (A. j. rex), sondern um eine seltene Mutation handelt, die über ein rezessives Gen vererbt wird. In einem Wurf können sich normal gefleckte Geparde zusammen mit Königsgeparden befinden. Königsgeparde sind in ganz Afrika verbreitet, und obwohl sie immer noch große Seltenheit haben, scheint ihre Anzahl in den letzten Jahrzehnten kontinuierlich zugenommen zu haben. Biologen beobachten diese Entwicklung mit Interesse, da sie auf eine wachsende genetische Diversität bei den Geparden hinweist. Der Zoo Wuppertal beherbergte mit dem Weibchen Helen (auch Marula gerufen) das erste Exemplar eines Königsgepards, das in Europa geboren wurde. Helen stammte aus der Zucht des Tiergartens Nürnberg und verstarb im Frühjahr 2010 an Nierenversagen.

## Wortherkunft
Das Wort Gepard stammt über das französische guépard vom italienischen gattopardo ab, das sich aus gatto für ‚Katze‘ und pardo für ‚Panther‘ zusammensetzt.
Der Gattungsname Acinonyx wiederum besteht aus den griechischen Wörtern ἀκίνητος akínetos, deutsch ‚unbeweglich‘ und ὄνυξ ónyx, deutsch ‚Kralle‘. Der Artname jubatus (deutsche Schreibweise) stammt von lateinisch iubatus ‚mit Mähne‘.

## Bedrohung und Schutz
Man schätzt, dass noch etwa 7500 Geparde (Stand 2017) in 25 afrikanischen Ländern in freier Wildbahn leben, wobei im südlichen Afrika die größte Subpopulation vorkommt (Namibia, Botswana, Südafrika). Dabei ist Namibia Heimat der weltweit größten Population mit etwa 3500 Tieren (Stand 2016). Weitere schätzungsweise 60 bis 100 Tiere leben im Iran (siehe Unterarten). Die meisten befinden sich nicht in Schutzgebieten, was vielfach zu Konflikten mit Viehzüchtern führt. Die Art wird auf der roten Liste der IUCN als „gefährdet“ gelistet, wobei die afrikanischen Unterarten als „gefährdet“ bis „stark gefährdet“ gelten, die asiatische Unterart als „vom Aussterben bedroht“ gilt. Zuchtprogramme in Zoos und die Anwendung von künstlicher Befruchtung sind erfolgreich. Die Sterblichkeit ist jedoch hoch. 2015 wurden 216 Geparde geboren. Davon starben 67, bevor sie 6 Monate alt waren.

## Kulturgeschichte
Schon früh hat der Mensch es verstanden, den Gepard zu dressieren und als Jagdbegleiter nutzbar zu machen. Deswegen hat man ihn für die Jagd abgerichtet, und er erhielt seinen synonym verwendeten Namen „Jagdleopard“. Sowohl in Mesopotamien als auch im alten Ägypten hat man – seit dem dritten vorchristlichen Jahrtausend – Geparde auf diese Weise verwendet. Im mittelalterlichen Europa war die Jagd mit Geparden ein Luxus, den man sich nur an Königshöfen leisten konnte. Da sich diese Katze aber in Gefangenschaft nicht vermehrte, musste man immer neue Geparde fangen.

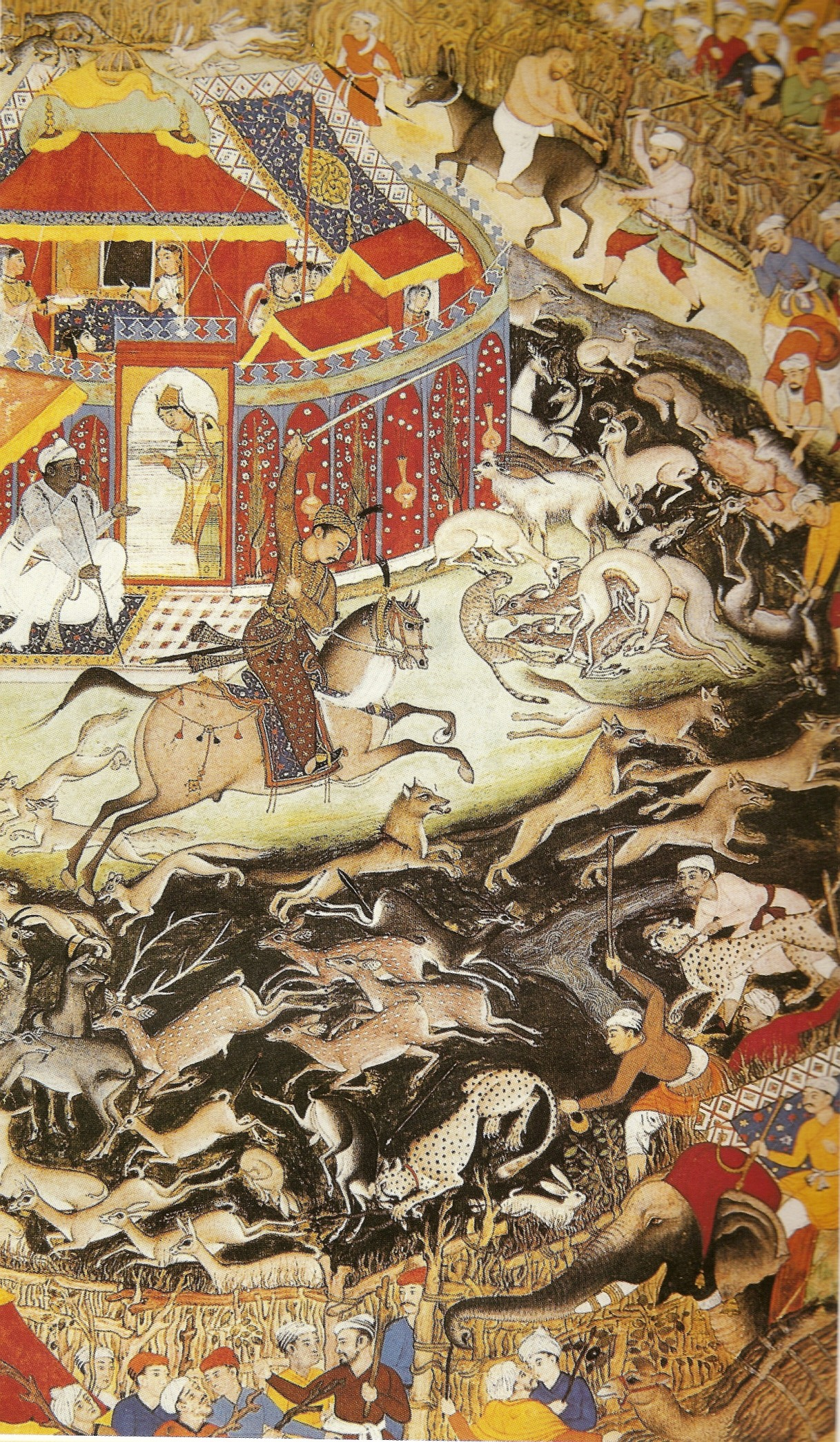
Der Großmogul Akbar auf der Jagd mit Geparden, Darstellung auf einem Gemälde um 1602

Außer in Ägypten spielten vor allem in Indien Geparde historisch eine Rolle als Helfer zum Einsatz bei der Jagd auf Hirsche, Gazellen und Hirschziegenantilopen. Die Tiere wurde in der Wildnis eingefangen und danach für die Jagd trainiert, wobei ihnen eine Kappe aufgesetzt wurde, die erst bei der Jagd selbst entfernt wurde. Diese Praxis wurde im Mogulreich vor allem unter dem Großmogul Akbar im 16. Jahrhundert perfektioniert; allein er soll zu seinen Lebzeiten mehr als 9000 für die Jagd dressierte Geparde besessen haben. Seinem Nachfolger Jahangir gelang zufällig mit einem Wurf von drei Jungtieren die erste dokumentierte Zucht von in Gefangenschaft gehaltenen Geparden; erst 1956 konnte dies im Philadelphia Zoo wiederholt werden. Als Geparde um 1900 in Indien sehr selten wurden, wurden Tiere aus Afrika importiert. Der Jagdsport mit Geparden starb nach der Unabhängigkeit Indiens 1947 aus, indische Geparde wurden in der Wildnis zuletzt in den 1960ern beobachtet und sind dort heute ausgestorben.
Im Januar 2023 wurde vermeldet, dass Indien mehr als hundert Südafrikanische Geparde über einen Zeitraum von 10 Jahren aus Südafrika zur „Wiederansiedlung“ importieren will. In Indien lebten lange Asiatische Geparde, bis diese Subspezies im Jahr 1952 für im Land ausgerottet erklärt wurde.
In den Golfstaaten sind Geparde beliebte Luxushaustiere, obwohl sie als Haustiere nicht geeignet sind. Zu ihrer Dezimierung trug außerdem bei, dass sie wegen ihres Fells getötet wurden.